# Ткацкие переплетения
Тка́цкие переплете́ния — различные способы взаимных переплетений нитей основы и утка́, которые используют в ткацком производстве при изготовлении тканей на ткацких станках.
Вид переплетения — одна из важнейших характеристик строения ткани, определяющая её внешний вид, физические, механические, технологические свойства.
Перекрытие (nF) — место, в котором пересекаются нити основы и утка.
- Осно́вное перекрытие nFО — место на лицевой стороне ткани, в котором нить основы располагается над нитью утка.
- Уто́чное перекрытие (nFУ) — место на лицевой стороне ткани, в котором нить утка располагается над нитью основы.

Ткацкие переплетения графически принято обозначать схемой, состоящей из клеток двух цветов, расположенных рядом друг с другом в определённом порядке. Основные нити располагаются в вертикальных рядах клеток, уточные — в горизонтальных. Тёмные клетки означают основные перекрытия, светлые — уточные.
Счёт нитей основы идёт слева направо, нитей утка — снизу вверх.
Раппо́рт переплетения (R) — число перекрытий по направлению нитей основы и утка, после которых чередование перекрытий повторяется.
- Раппорт переплетения по основе (RО) — число нитей основы, после которых чередование перекрытий в направлении утка повторяется.
- Раппорт переплетения по утку (RУ) — число нитей утка, после которых чередование перекрытий в направлении основы повторяется.

Сдвиг (S) — число, означающее на сколько нитей удалено одиночное перекрытие от аналогичного предыдущего перекрытия.
- Вертикальный сдвиг (SО) — количество нитей утка между двумя одиночными осно́вными перекрытиями.
- Горизонтальный сдвиг (SУ) — количество нитей основы между двумя одиночными уточными перекрытиями.

## Главные переплетения
К главным переплетениям относятся:
- полотняное;
- саржевое;
- атласное;
- сатиновое.

### Полотня́ное переплетение
Самый простой вид переплетения, в котором нити основы и утка перекрывают друг друга в каждых двух последовательных перекрытиях (с наименьшим возможным раппортом). Таким образом, раппорт основы равен раппорту утка:
RО = RУ = 2 (нити).
SО = SУ = 1.
nFО = nFУ = 1.
|  |  |

Полотняное переплетение, в котором нить основы значительно тоньше нити утка, называется ложным репсом, так как при этом образуется поперечный рубчик по типу переплетения уточный репс. Таким свойством обладают ткани поплин и хлопчатобумажная тафта.
Ассортимент тканей
- Хлопчатобумажные: бязь, ситец, батист, миткаль, фланель, маркизет, поплин, тафта, зефир.
- Льняные: бортовка, парусина, полотно.
- Шёлковые: различные крепы (крепдешин, креп-шифон, креп-жоржет, креп-марокен), чесуча.
- Шерстяные: сукно, некоторые костюмные и плательные ткани.
- Другие: домотканое полотно.

### Са́ржевое переплетение
Саржевое переплетение образует на поверхности ткани видимый диагональный рубчик («бугорки»), которые в основном направлены сверху вниз и слева направо, но встречается и обратное направление рубчика (снизу вверх и справа налево), образуемое обратным саржевым переплетением.
Условно обозначается дробью, в числителе которой число основных перекрытий, а в знаменателе — число уточных перекрытий в раппорте переплетения (nFО/nFУ).
RО = RУ = R = nFО + nFУ.
SО = SУ = ±1.
RО >= 3.
Если nFО = 1, то nFУ = R − 1 — образуется уточная саржа, например 1/2, 1/3, 1/4.
Если nFУ = 1, то nFО = R − 1 — образуется основная саржа (2/1, 3/1, 4/1).

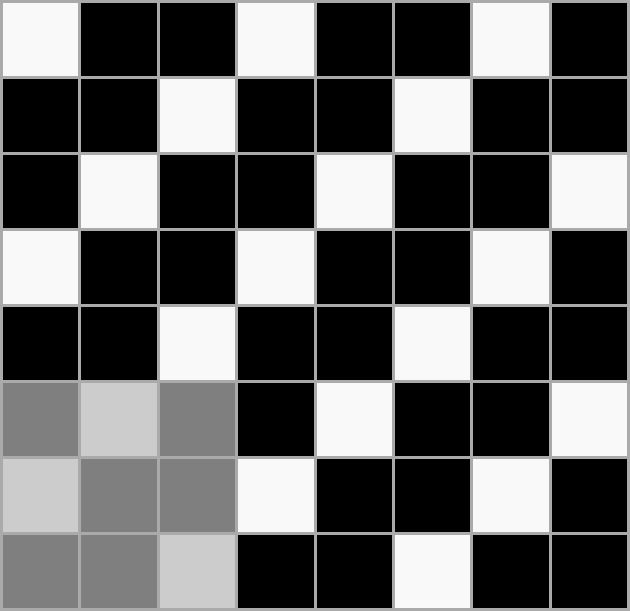
Основная саржа 2/1
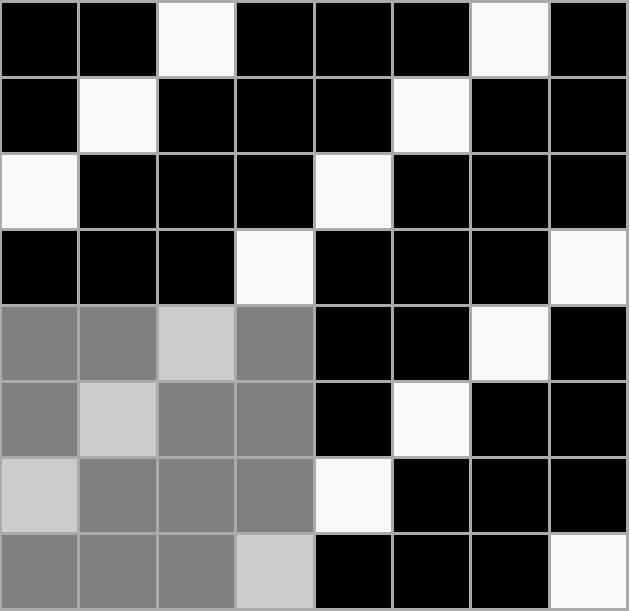
Основная саржа 3/1
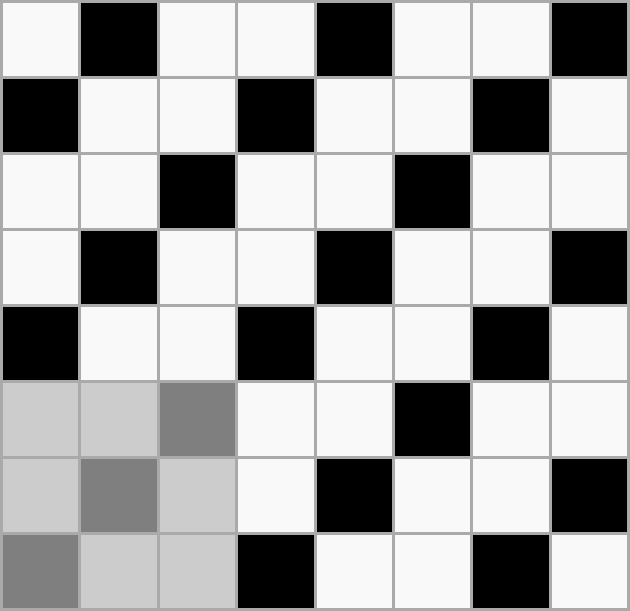
Уточная саржа 1/2
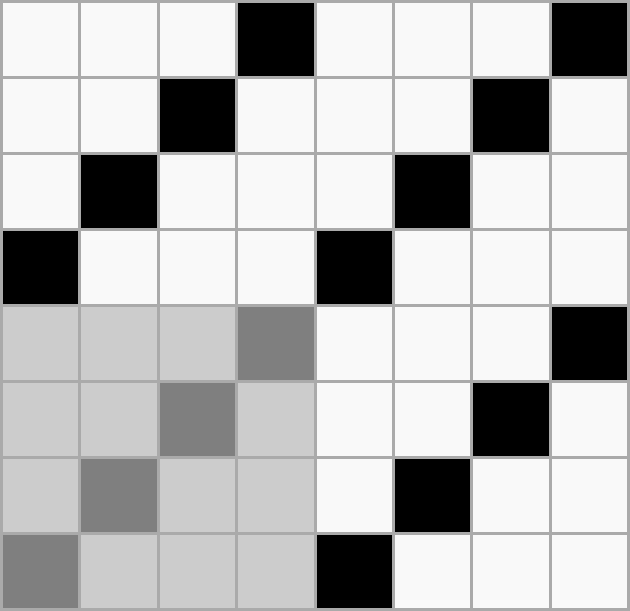
Уточная саржа 1/3

Ассортимент тканей: саржа, полушёлковые подкладочные ткани, полушерстяные ткани на хлопчатобумажной основе. Основным саржевым переплетением вырабатывают полушёлковые ткани с шёлковой основой и хлопчатобумажным утком, уточным саржевым переплетением — полушерстяные ткани с хлопчатобумажной основой и шерстяным утком.

### Сатиновое и атласное переплетения
Условно обозначается дробью, в числителе которой раппорт, а в знаменателе сдвиг — R/S. Раппорт и сдвиг выражаются целыми числами и не имеют общего делителя.
RО = RУ = R >= 5.
S ≠ 1, S ≠ R − 1.
Ассортимент тканей
- Хлопчатобумажные: сатин, ластик.
- Льняные: коломёнок (атласное переплетение).
- Шёлковые: атлас, креп-сатин, подкладочные ткани, либерти.
- Шерстяные: некоторые драпы, бобрик, байка на хлопчатобумажной основе.
- Другие: корсетные ткани.

#### Сати́новое переплетение
В знаменателе дроби обозначается горизонтальный сдвиг — R/SУ.

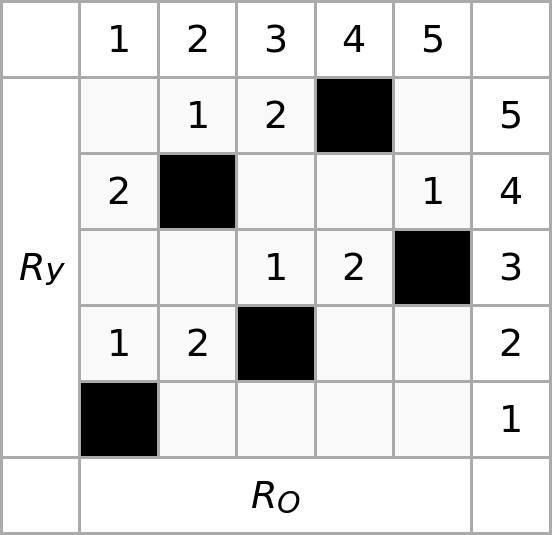
Раппорт сатинового переплетения 5/2
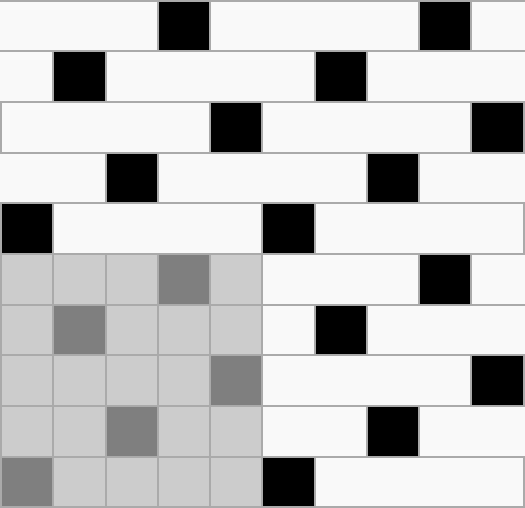
Сатиновое переплетение 5/2
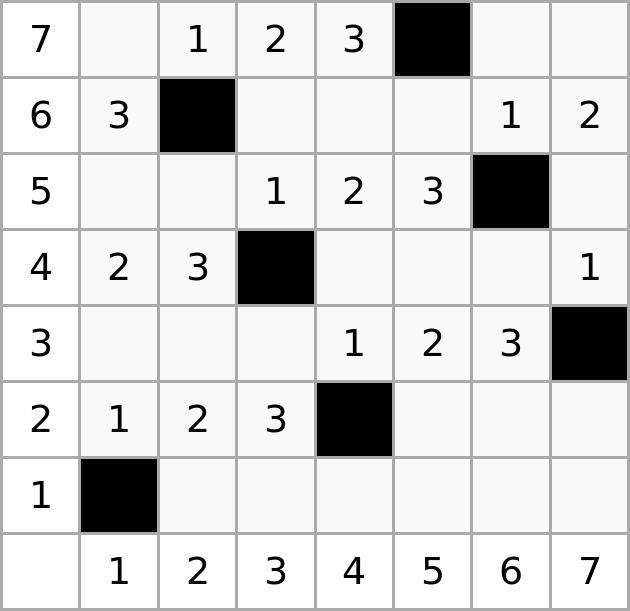
Раппорт сатинового переплетения 7/3
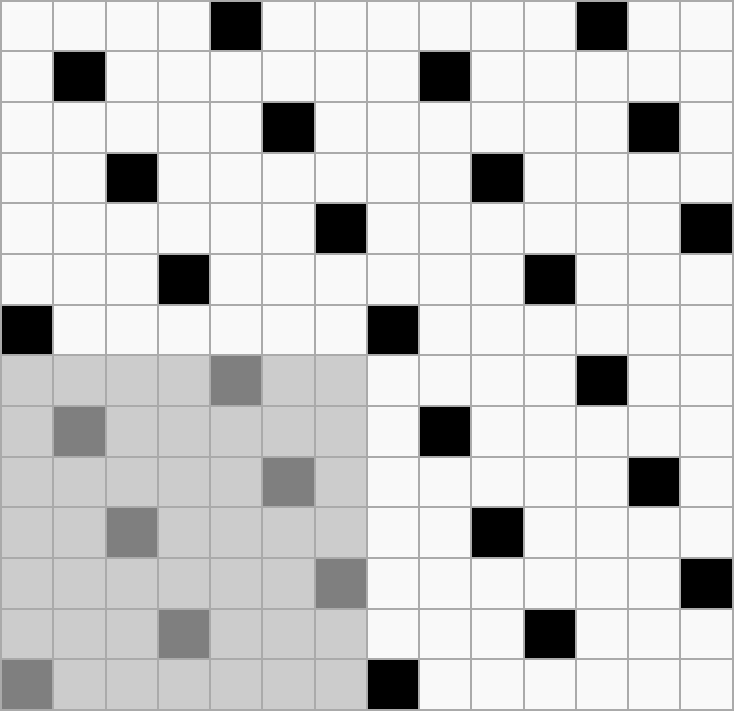
Сатиновое переплетение 7/3
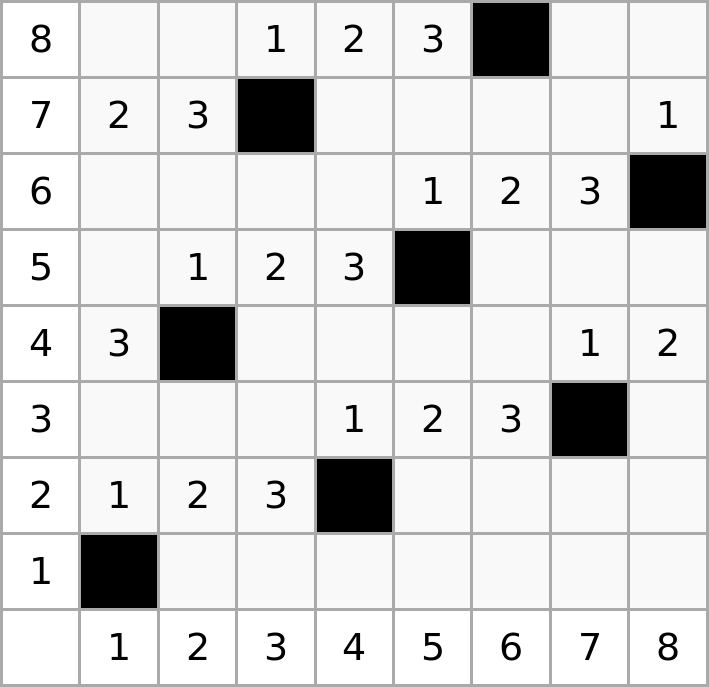
Раппорт сатинового переплетения 8/3
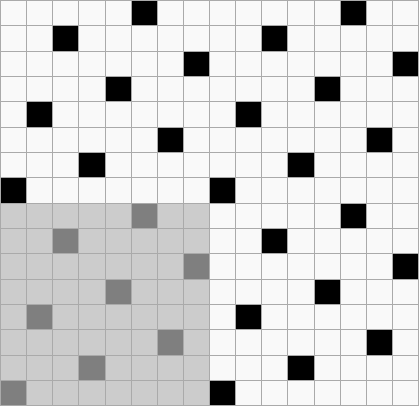
Сатиновое переплетение 8/3

#### Атла́сное переплетение
В знаменателе дроби обозначается вертикальный сдвиг — R/SО.

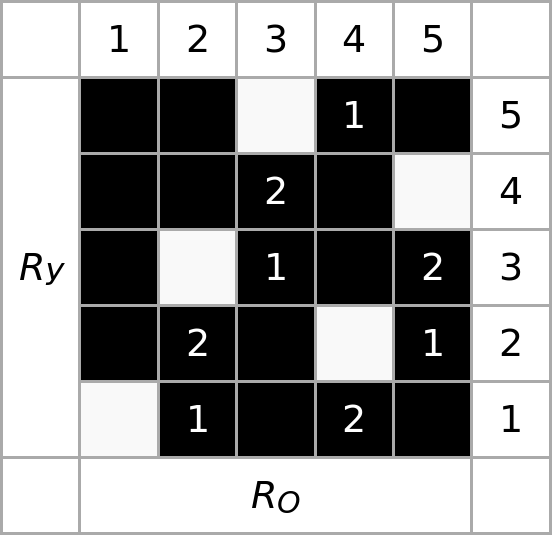
Раппорт атласного переплетения 5/2
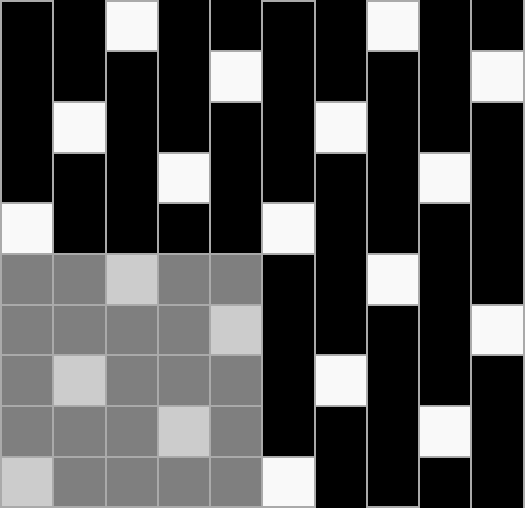
Атласное переплетение 5/2
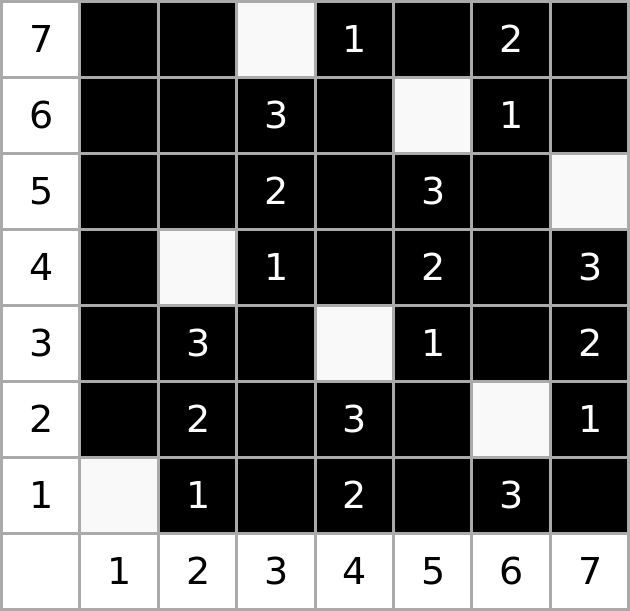
Раппорт атласного переплетения 7/3
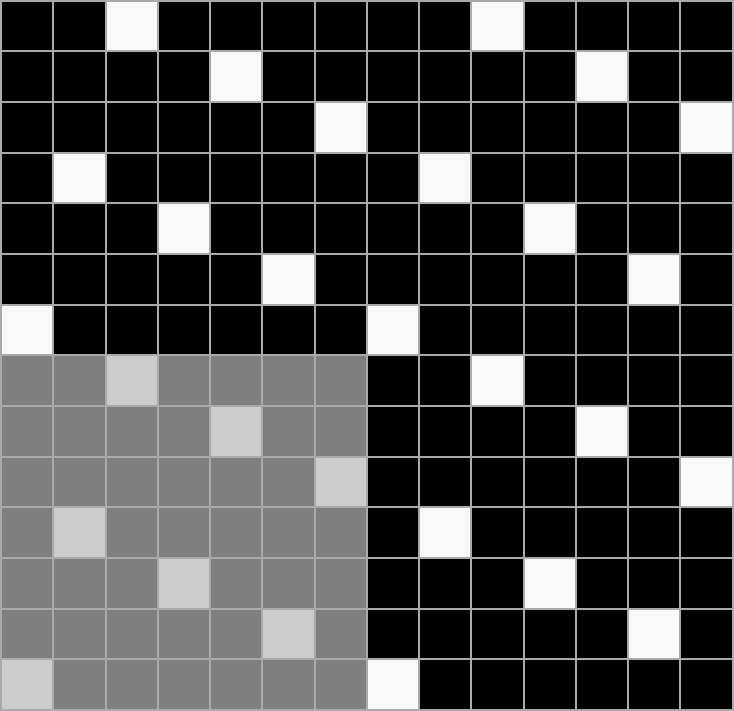
Атласное переплетение 7/3
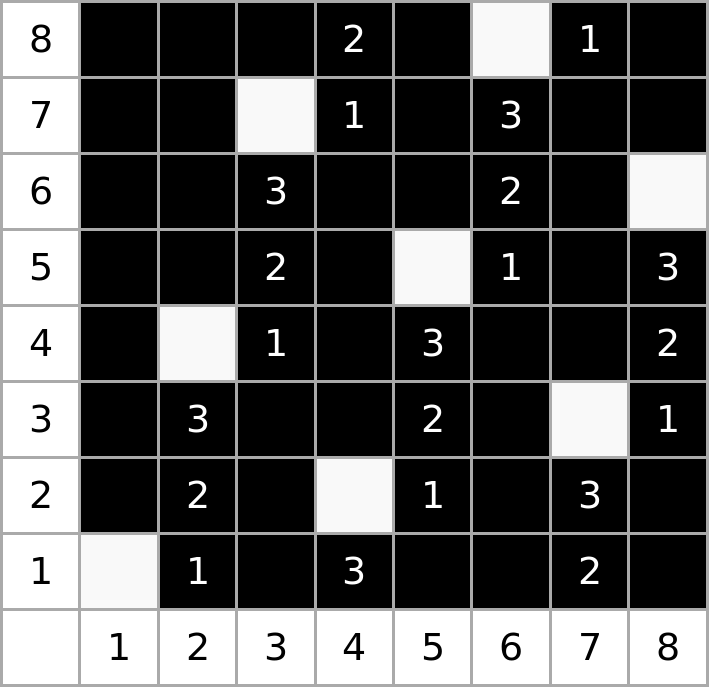
Раппорт атласного переплетения 8/3
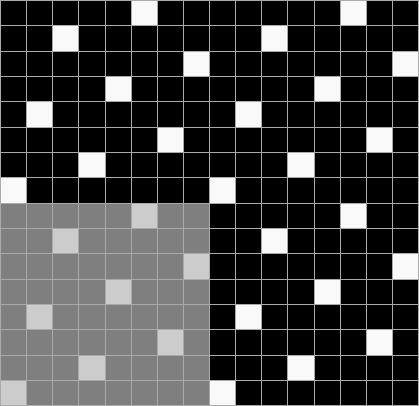
Атласное переплетение 8/3

## Производные переплетения

### Производные полотняного переплетения
Образуются путём усиления (удвоения, утроения и т. д.) перекрытий нитей полотняного переплетения в направлении основы и/или утка. Примеры:

#### Репс
Виды:
- основный репс;
- уточный репс;
- полурепс.

Обозначается дробью. У основного репса, в числителе — степень усиления в направлении основы одиночных перекрытий (основных или уточных) первой основной нити раппорта, в знаменателе — степень усиления в направлении основы одиночных перекрытий (основных или уточных) второй основной нити раппорта.

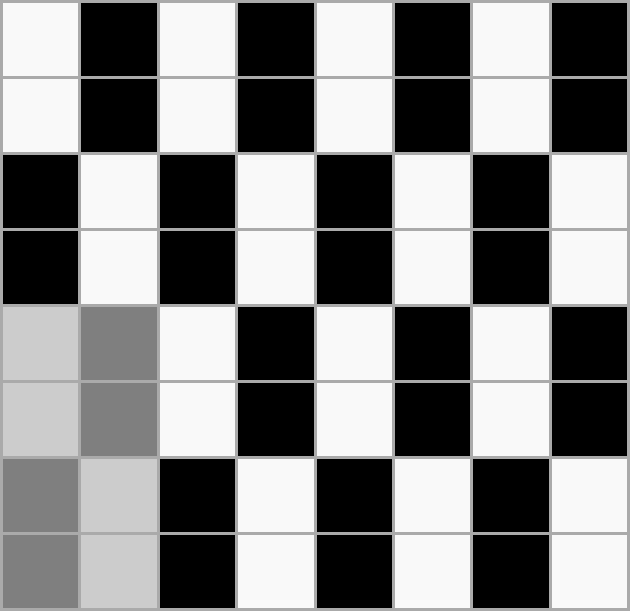
Основный репс 2/2
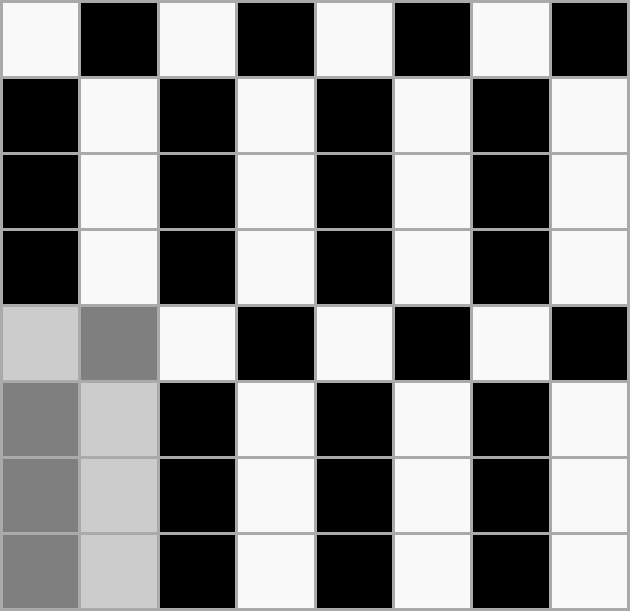
Основный полурепс 3/1
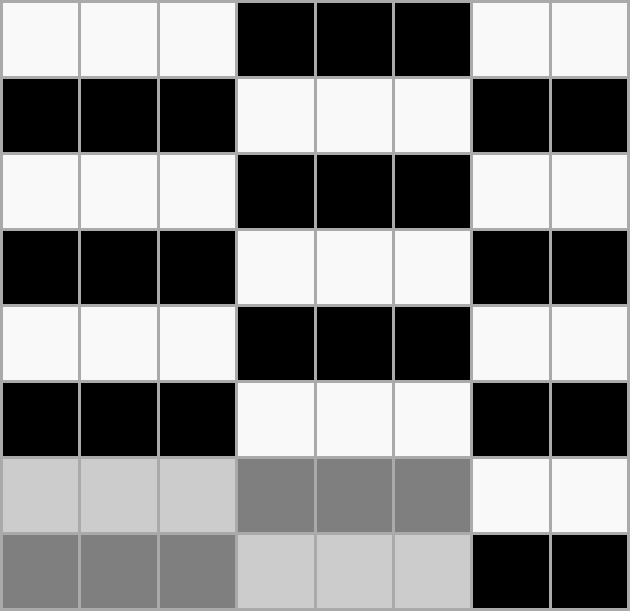
Уточный репс 3/3
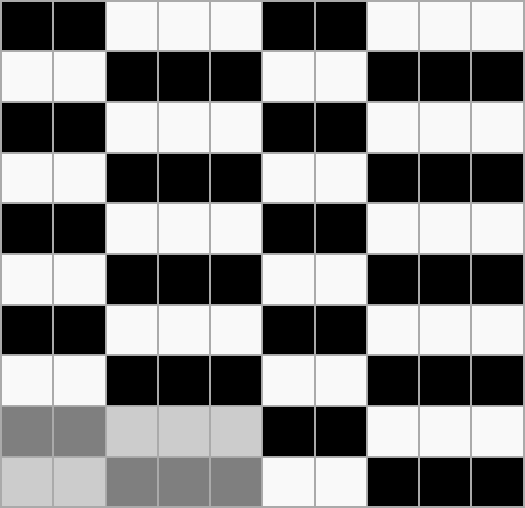
Уточный полурепс 2/3

Ассортимент тканей: хлопчатобумажный и шёлковый репс, хлопчатобумажная фланель, файдешин (разновидность фая), платьевые и костюмные шерстяные ткани, репсовые ленты.

#### Рого́жка
Ткань, в которой нити основы и утка образуют достаточно крупные квадраты, расположенные в шахматном порядке
Обозначается дробью. В числителе — степень усиления в направлении основы и утка первого одиночного основного перекрытия в раппорте полотняного переплетения, в знаменателе — степень усиления в направлении основы и утка второго одиночного основного перекрытия в раппорте полотняного переплетения.
RО = RУ = 4, 5, 6, 7, 8.

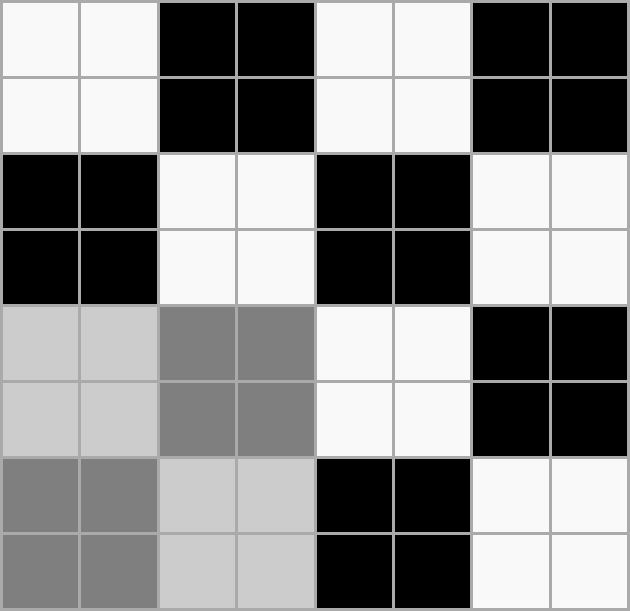
Рогожка 2/2
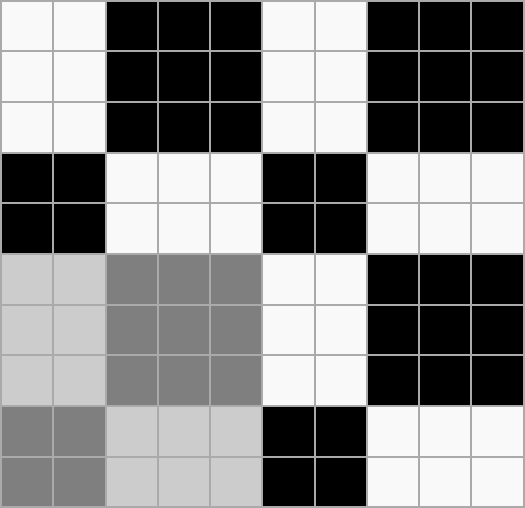
Рогожка 2/3

Ассортимент тканей: оксфорд, двунитка, хлопчатобумажные и льняные рогожки, некоторые шерстяные и шёлковые ткани.

### Производные саржевого переплетения

#### Усиленная саржа

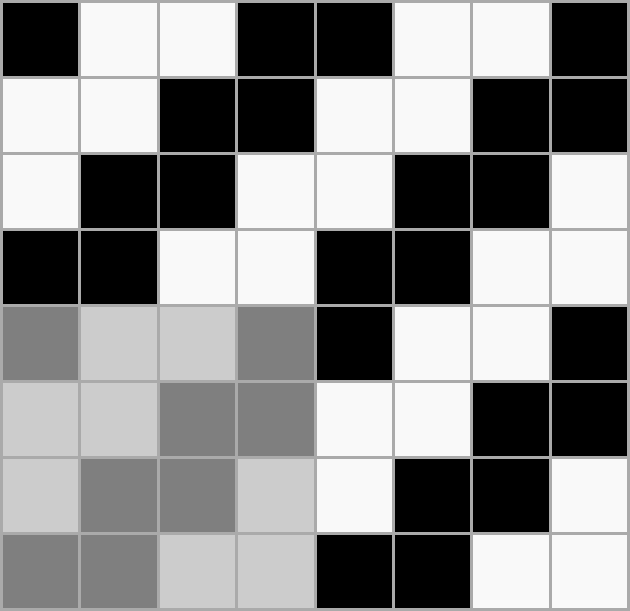
Усиленная саржа 2/2

Ассортимент тканей: шотландка, бумазея, шевиот, бостон, коверкот, габардин, колумбия, трико костюмное, плательные ткани.

#### Ломаная саржа (обратная, шеврон)

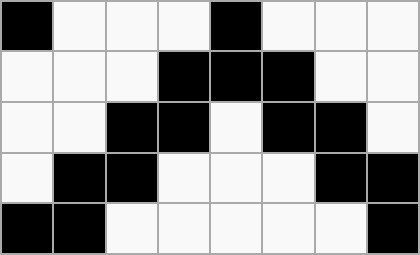
Раппорт ломаной саржи по основе на базе саржи 2/3
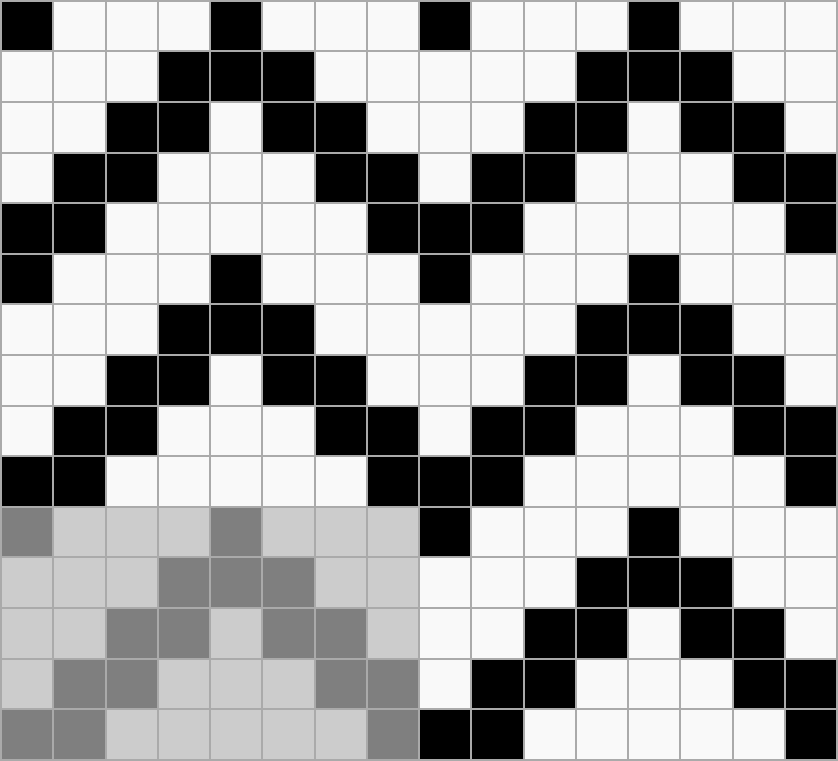
Ломаная саржа по основе на базе саржи 2/3
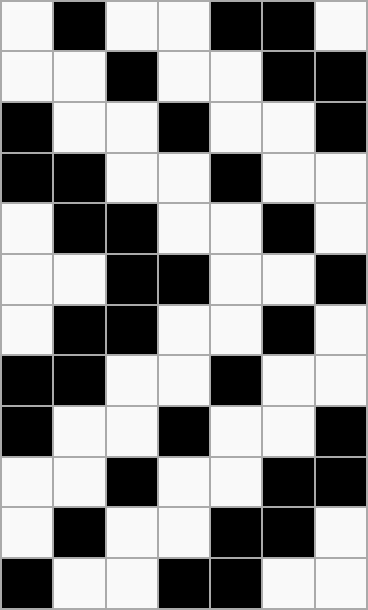
Раппорт ломаной саржи по утку на базе саржи 1/2, 2/2
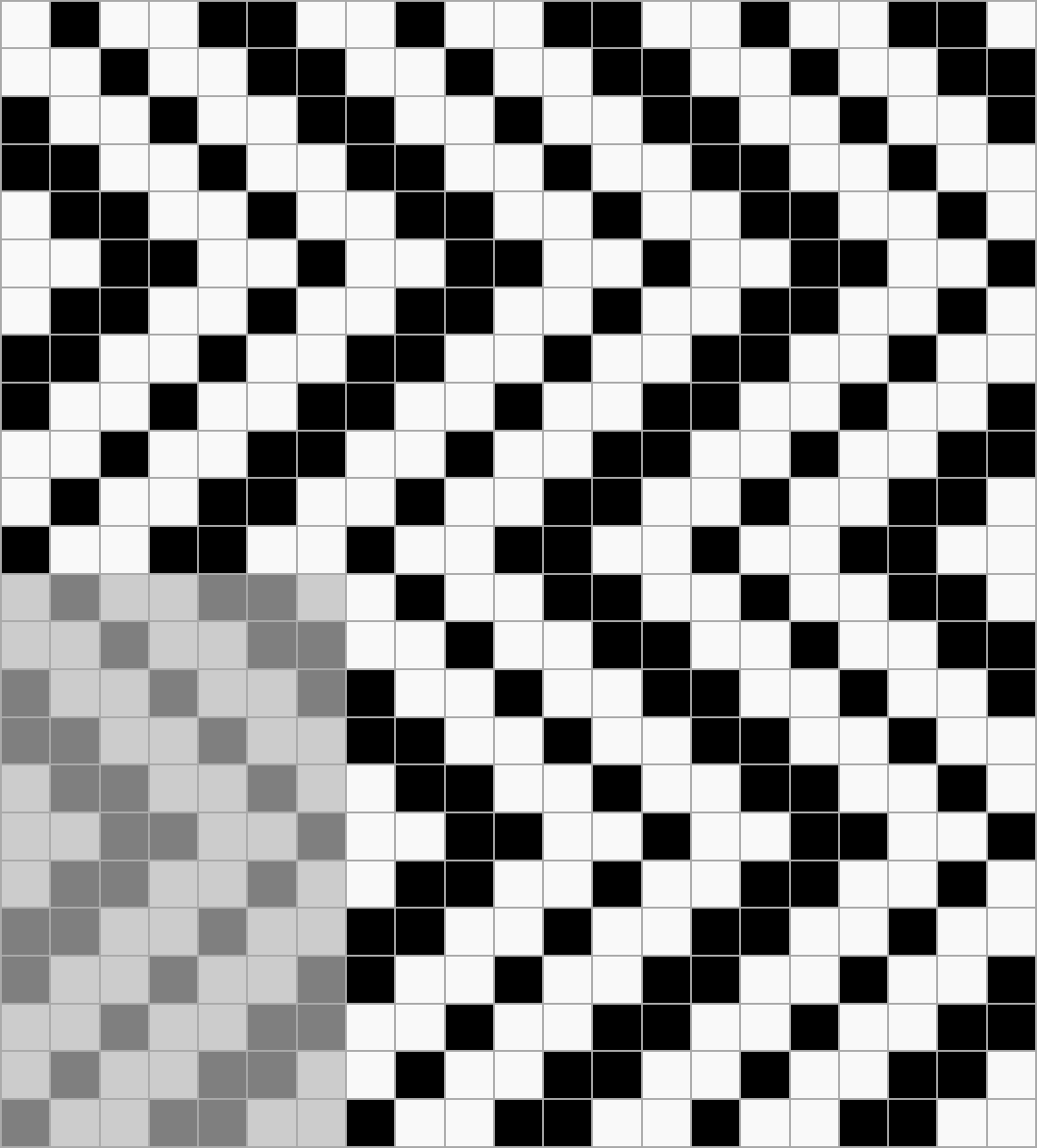
Ломаная саржа по утку на базе саржи 1/2, 2/2

#### Ломаная со сдвигом саржа (обратносдвинутая)

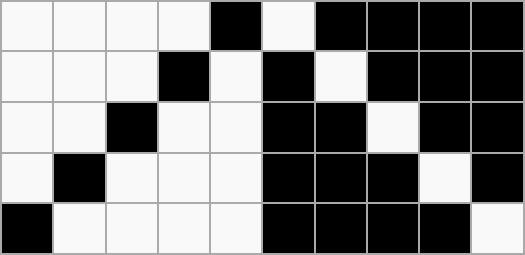
Раппорт ломаной со сдвигом саржи по основе на базе саржи 1/4
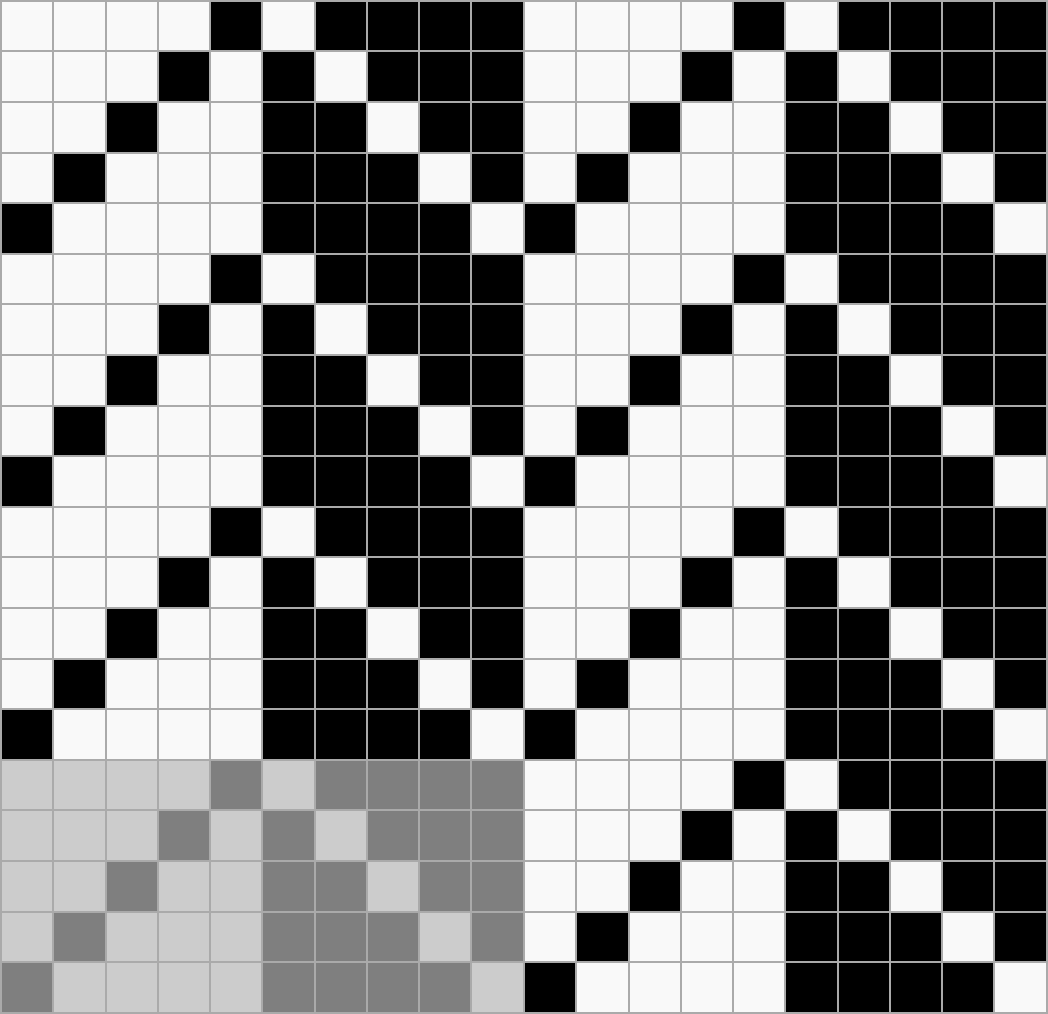
Ломаная со сдвигом саржа по основе на базе саржи 1/4
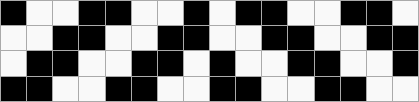
Раппорт ломаной со сдвигом саржи по основе на базе саржи 2/2
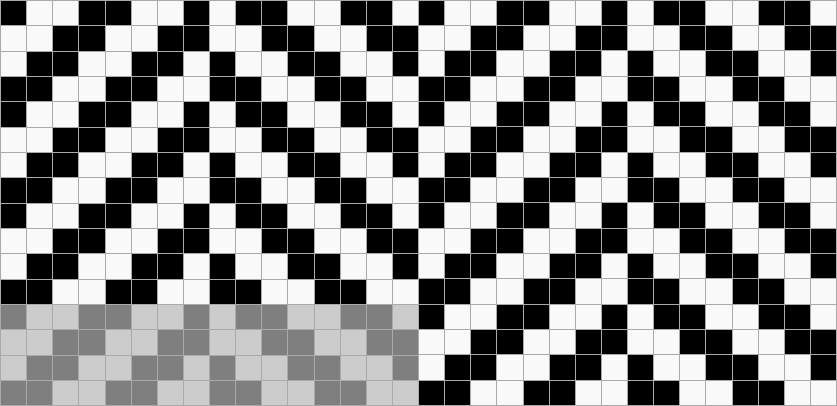
Ломаная со сдвигом саржа по основе на базе саржи 2/2
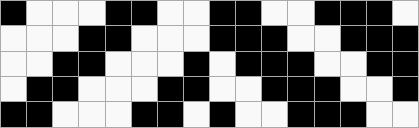
Раппорт ломаной со сдвигом саржи по основе на базе саржи 2/3
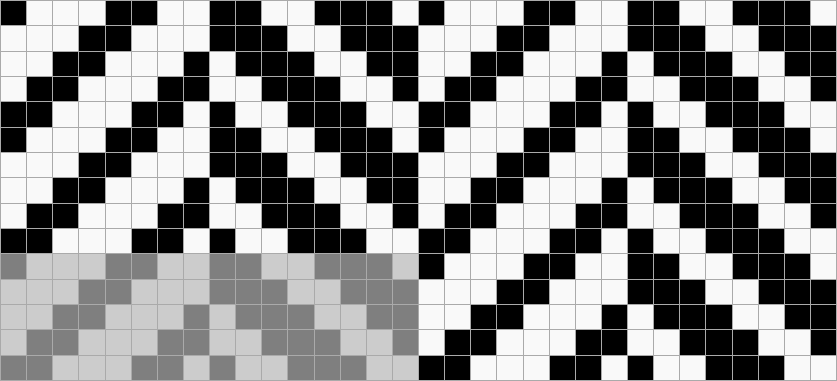
Ломаная со сдвигом саржа по основе на базе саржи 2/3
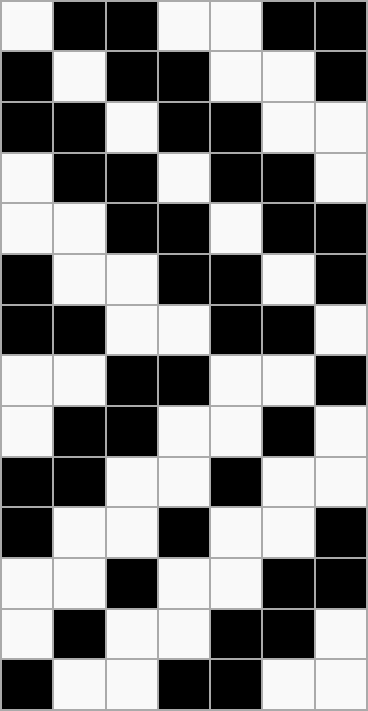
Раппорт ломаной со сдвигом саржи по утку на базе саржи 1/2, 2/2
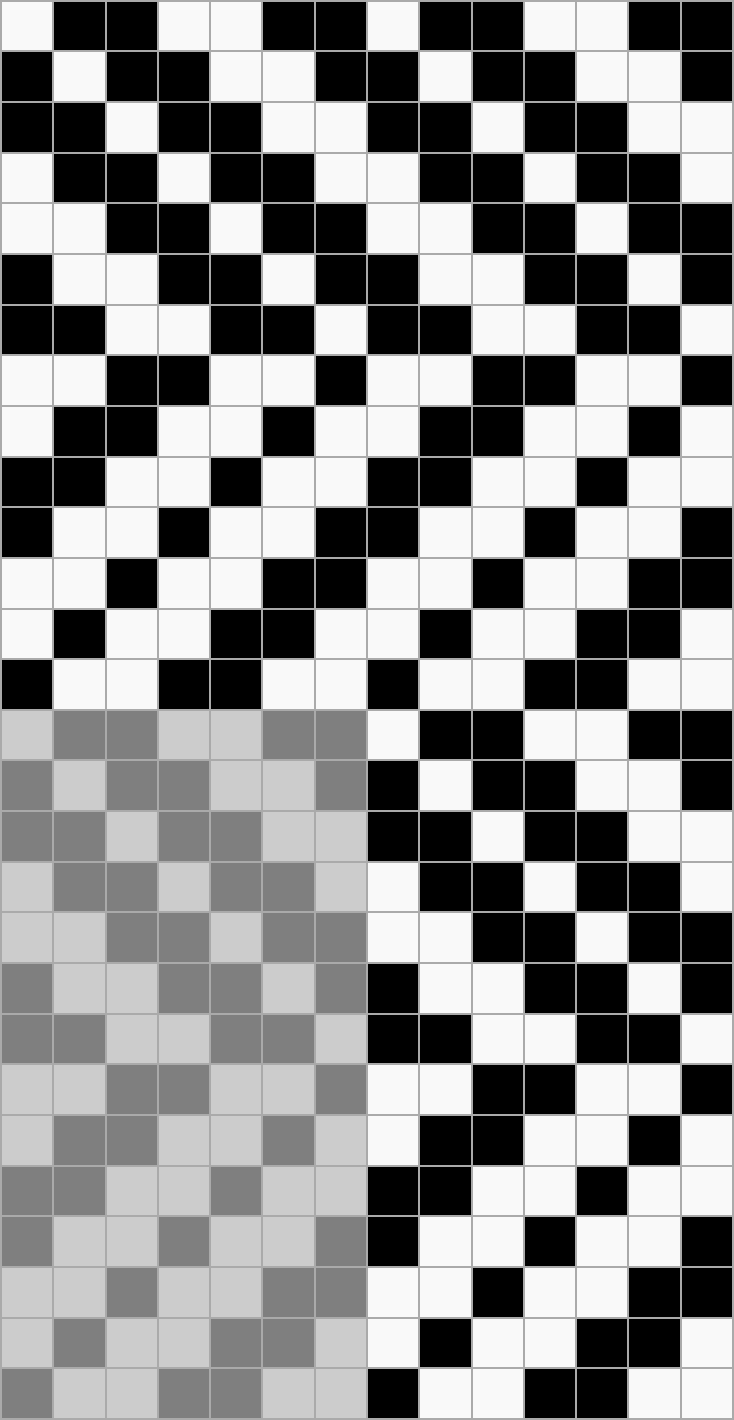
Ломаная со сдвигом саржа по утку на базе саржи 1/2, 2/2

Ассортимент тканей: гринсбон.
|  |  |  |  |
|  |  |  |  |
|  |  |  |  |

#### Ромбовидная саржа (крестообразная, лозанж)

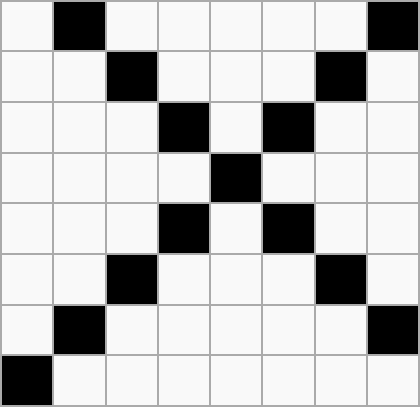
Раппорт ромбовидной саржи на базе саржи 1/4
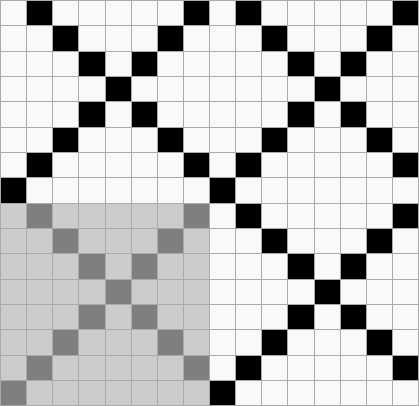
Ромбовидная саржа на базе саржи 1/4
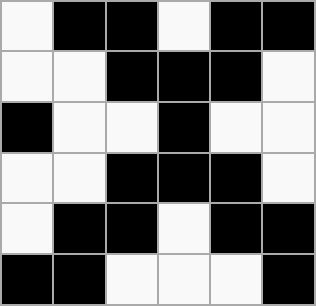
Раппорт ромбовидной саржи на базе саржи 2/2
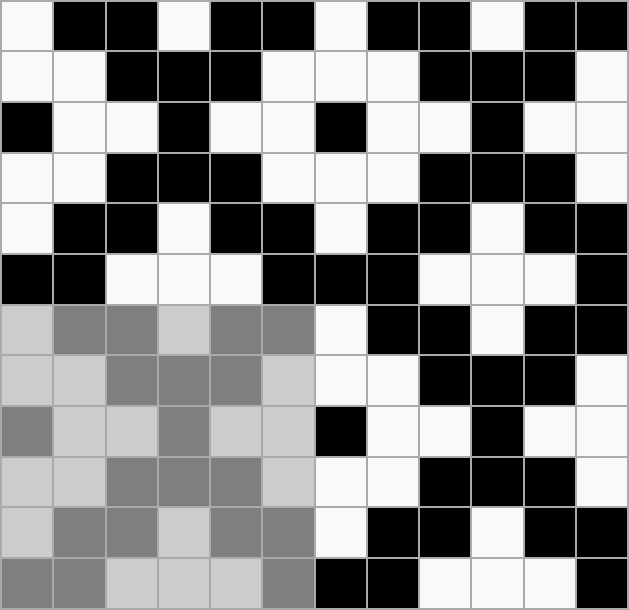
Ромбовидная саржа на базе саржи 2/2

Ассортимент тканей: плательные и декоративные ткани.

#### Сложная саржа

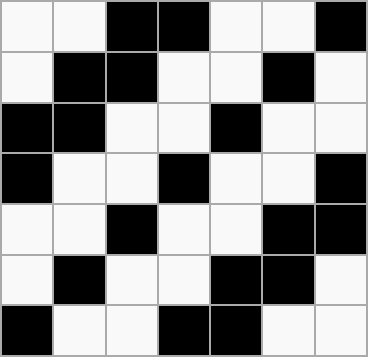
Раппорт сложной саржи 1/2, 2/2
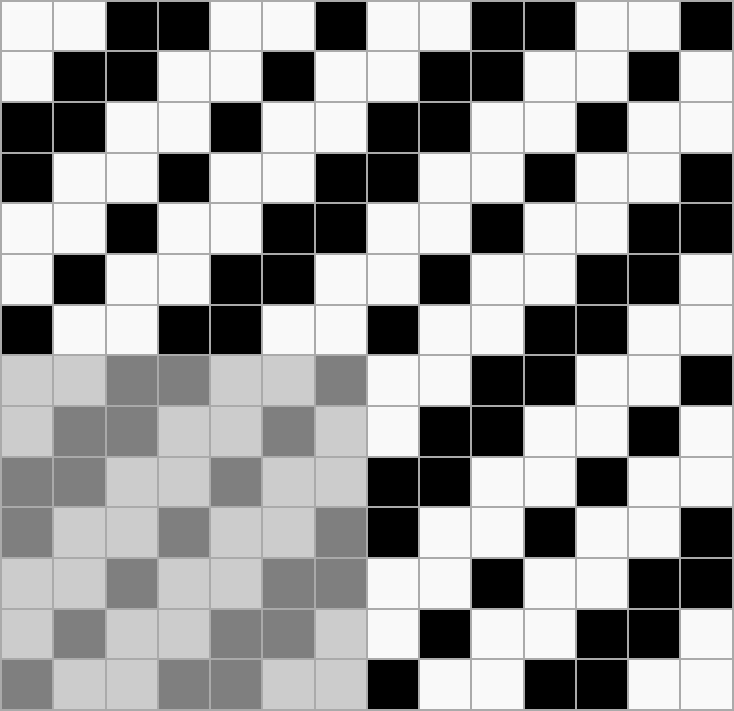
Сложная саржа 1/2, 2/2

Ассортимент тканей: плательные и декоративные ткани.

#### Зигзагообразная саржа

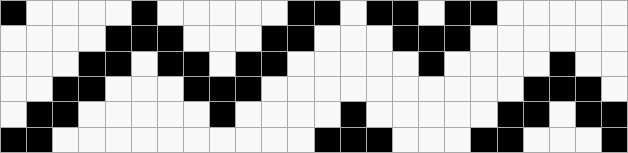
Раппорт зигзагообразной саржи по направлению утка на базе саржи 2/4
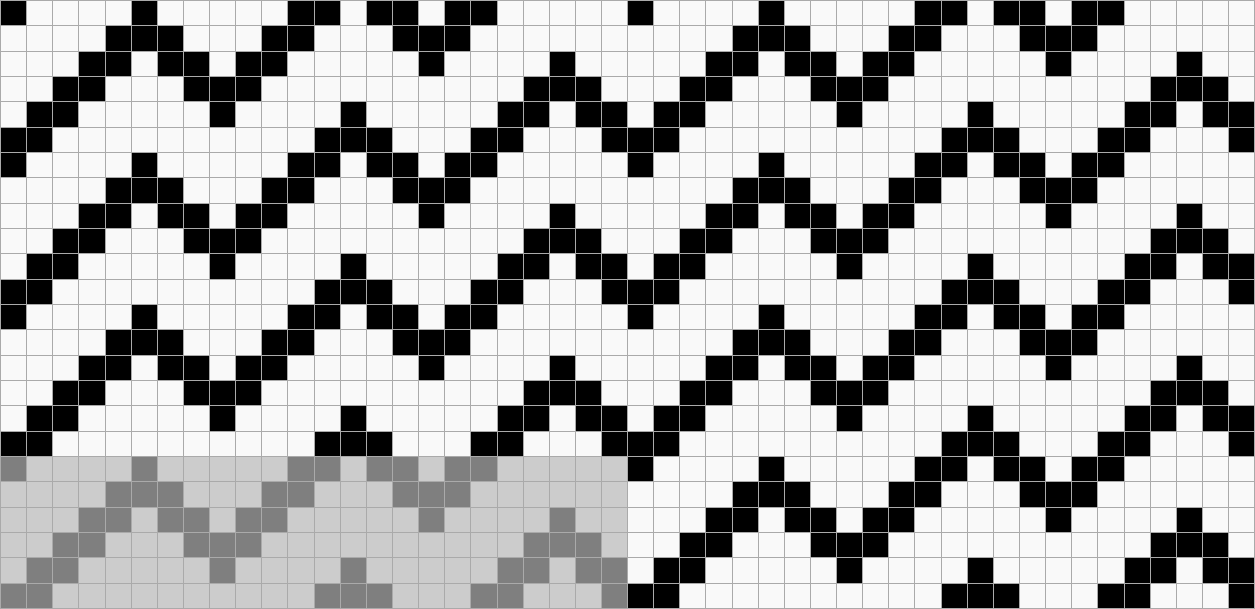
Зигзагообразная саржа по направлению утка на базе саржи 2/4

Ассортимент тканей: плательные и декоративные ткани.

#### Теневая саржа

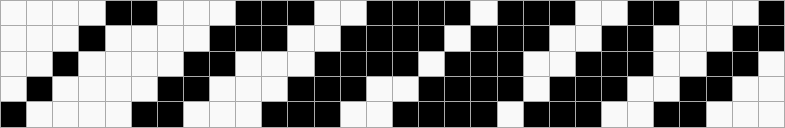
Раппорт теневой саржи по направлению утка на базе саржи 1/4. Эффект перехода «от света к тени и снова к свету»
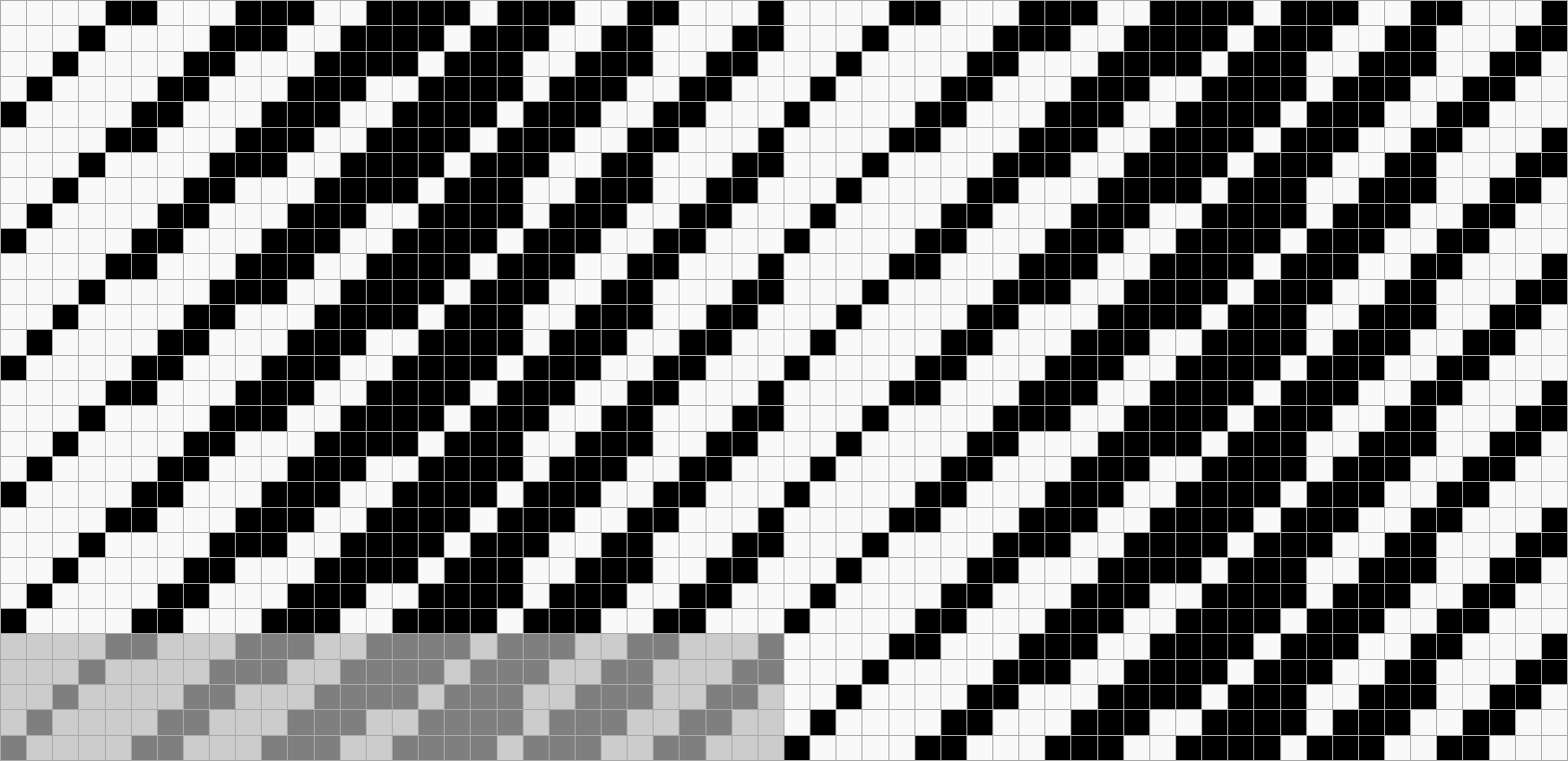
Теневая саржа по направлению утка на базе саржи 1/4

### Производные сатинового и атласного переплетений

#### Усиленные сатины и атласы

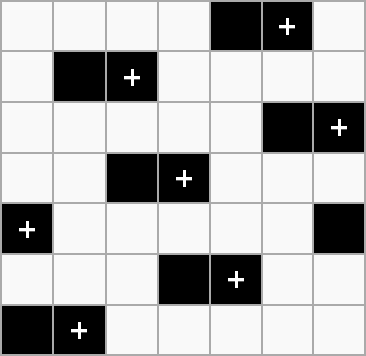
Раппорт усиленного сатина на базе сатина 7/3. Знаком "+" помечены усиливающие перекрытия
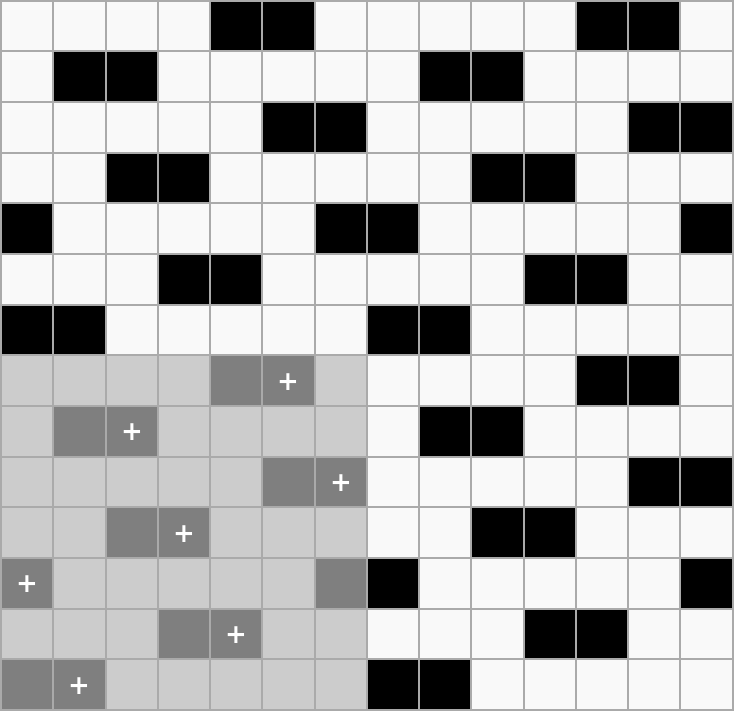
Усиленный сатин на базе сатина 7/3
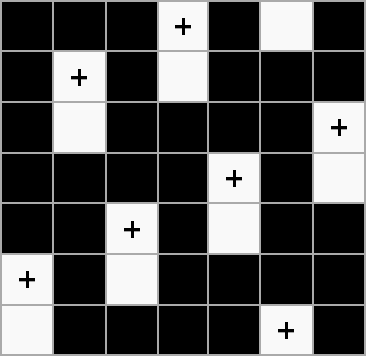
Раппорт усиленного атласа на базе атласа 7/4
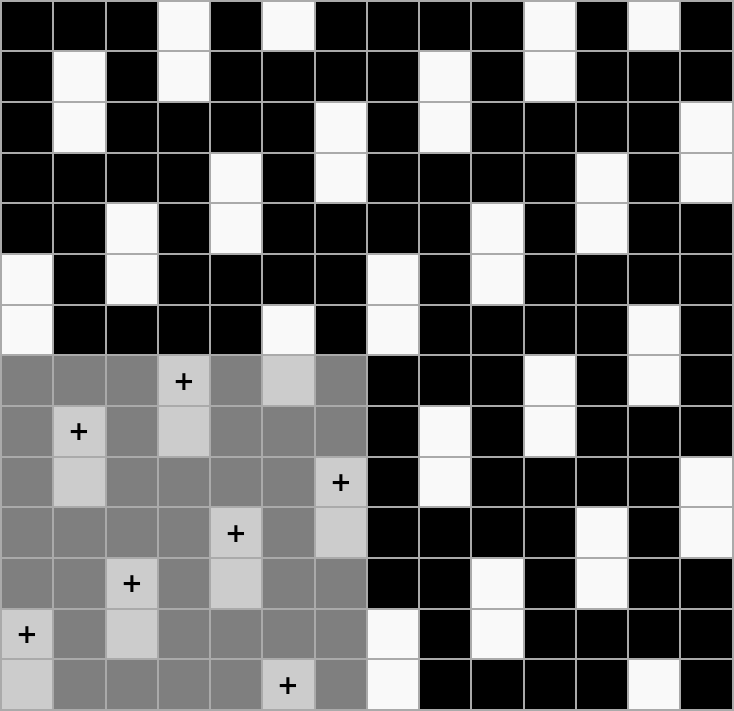
Усиленный атлас на базе атласа 7/4

Ассортимент тканей: молескин, блестящий мерсеризованный молескин, москат и ластик меланжевый, одёжные хлопчатобумажные ткани с начёсом (сукно, вельветон, замша).

#### Теневые сатины и атласы
Принцип построения теневого сатина и атласа такой же, как у теневой саржи.

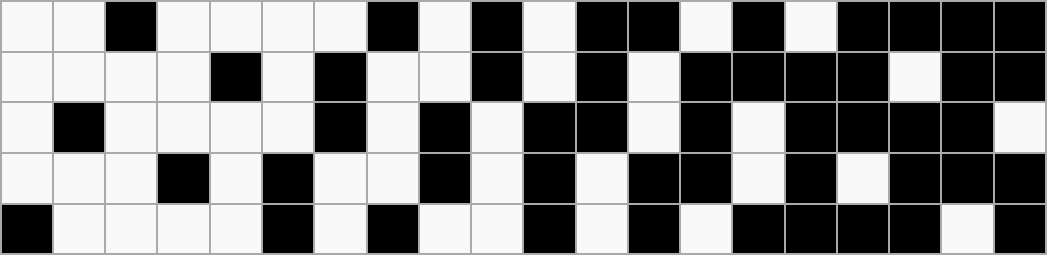
Раппорт теневого сатина на базе сатина 5/3. Эффект перехода «от света к тени»
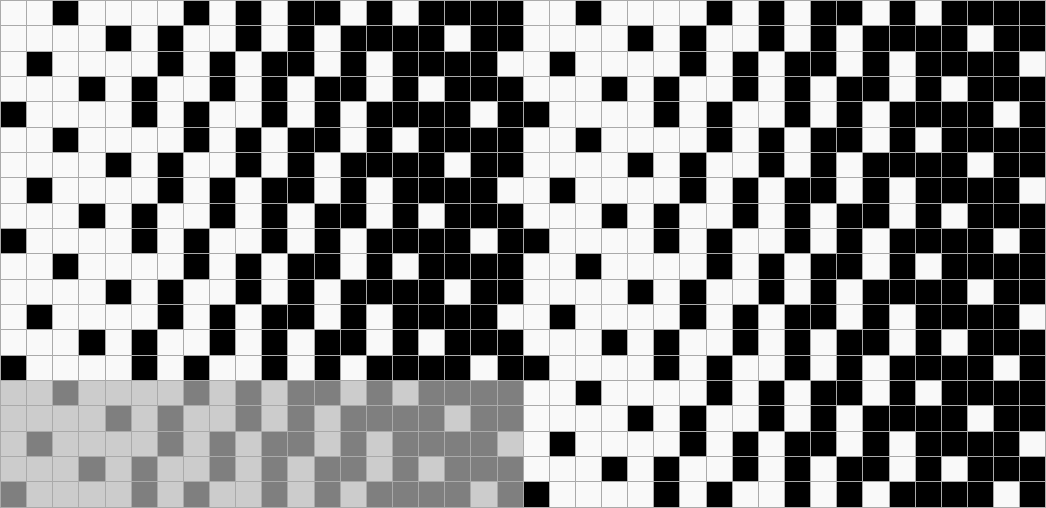
Теневой сатин на базе сатина 5/3

## Комбинированные переплетения
Комбинированные переплетения являются мелкоузорчатыми переплетениями. Образуются на основе главных и производных переплетений.

### Просвечивающие переплетения
Образуются на базе полотняного и основных и уточных репсов.

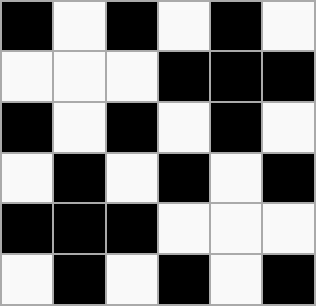
Раппорт просвечивающего переплетения на базе основного и уточного репса 3/3
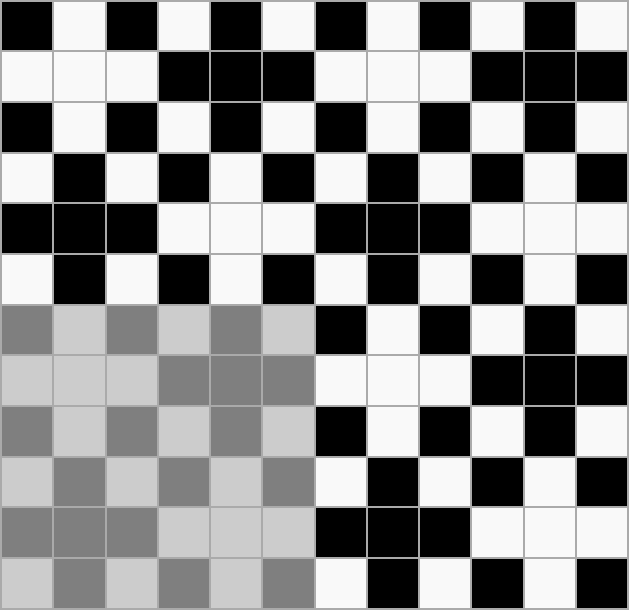
Просвечивающее переплетение на базе основного и уточного репса 3/3
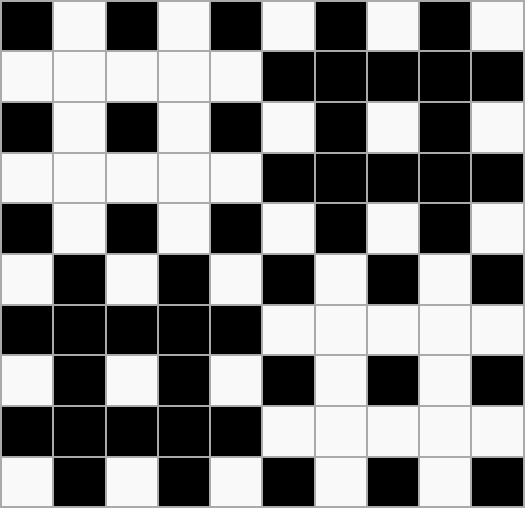
Раппорт просвечивающего переплетения на базе основного и уточного репса 5/5
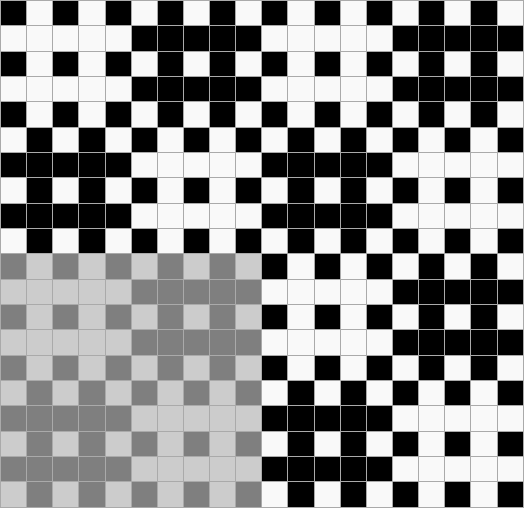
Просвечивающее переплетение на базе основного и уточного репса 5/5

### Вафельные переплетения
Образуются на базе ромбовидного переплетения, полученного на базе саржевого переплетения.

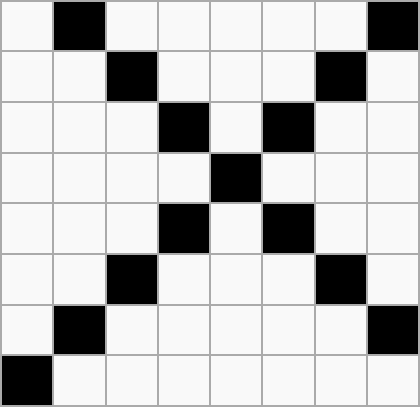
Раппорт ромбовидной саржи на базе саржи 1/4
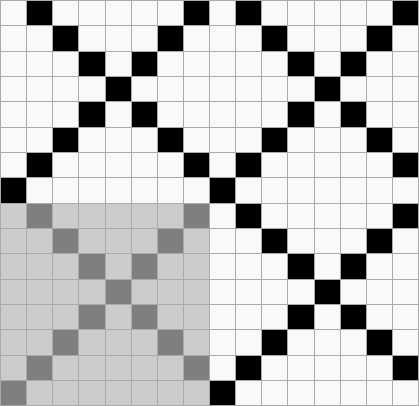
Ромбовидная саржа на базе саржи 1/4
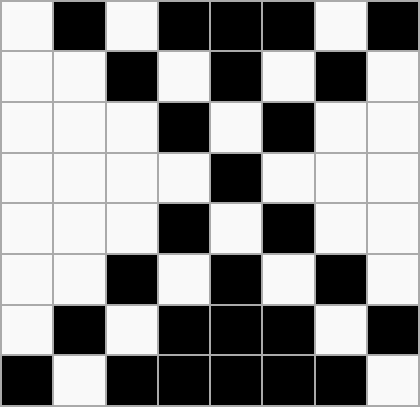
Раппорт вафельного переплетения на базе ромбовидной саржи 1/4
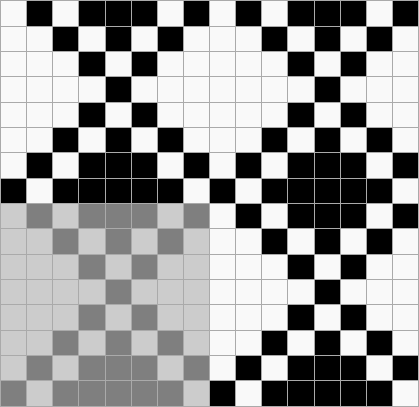
Вафельное переплетение на базе ромбовидной саржи 1/4

## Сложные переплетения
Образуются на основе главных, производных и комбинированных переплетений. Применяется больше двух систем нитей основы и утка. Примеры тканей:
- Полутораслойные.
- Полые (мешковые), двойной (тройной и более) ширины.
- Двухслойные.
- Многослойные.
- Ворсовые (уточно- и основоворсовые).
- Петельные.
- Жаккардовые.
- Пике.
- Перевивочные (ажурные).